# Val Cenis (domaine skiable)
Ne doit pas être confondu avec Val-Cenis, commune nouvelle où est localisé le domaine, et le val Cenise, une vallée.
 (mai 2024).
Si vous disposez d'ouvrages ou d'articles de référence ou si vous connaissez des sites web de qualité traitant du thème abordé ici, merci de compléter l'article en donnant les références utiles à sa vérifiabilité et en les liant à la section « Notes et références ».
Val Cenis est un domaine skiable composé de trois stations de sports d'hiver (Domaine alpin de Val Cenis, Domaine nordique de Val Cenis Bramans et Domaine nordique de Val Cenis Sardières) répartis sur les villages de la commune nouvelle de Val-Cenis (Bramans, Lanslebourg-Mont-Cenis, Lanslevillard, Sollières-Sardières et Termignon-la-Vanoise), dans la vallée de la Haute-Maurienne-Vanoise, en Savoie.
Le domaine alpin s'étend autour du col du Mont-Cenis, à la frontière italienne. Depuis 2014, il est dirigé par l'ancien champion d'Europe de ski alpin de 1995, Yves Dimier. Olivier De Simone, conseiller municipal de la commune de Val-Cenis, est quant à lui directeur de la SEM du Mont-Cenis, qui gère le réseau des remontées mécaniques.

## Géographie
Le domaine skiable se situe dans la vallée de la Maurienne, au sud-est du département de la Savoie. Elle est la principale station de Maurienne. Val Cenis est frontalière de l'Italie, qu'elle relie par le col du Mont-Cenis en été, point de passage historique et stratégique entre les alpes françaises et italiennes.

## Stations et hébergements
La commune nouvelle de Val-Cenis est constituée de 3 destinations :
- Val Cenis Domaine Skiable, pour le ski de piste sur les 3 stations-villages de Lanslebourg-Mont-Cenis, Lanslevillard et Termignon-la-Vanoise ;
- Val d'Ambin au village de Bramans, pour le nordique au vallon sauvage du Planay, au départ du secteur de St-Pierre-d'Extravache ;
- Monolithe au village de Sollières-Sardières, nordique sur le plateau du village de Sardières et de la station-village d'Aussois.

En 2014, la capacité d'accueil de l'ensemble des stations, estimée par l'organisme Savoie Mont Blanc, est de 17 803 pour Val Cenis et Termignon et 35 794 lits touristiques pour les autres communes.

## Domaine et gestion
Le domaine skiable comporte 125 km de pistes balisées, soit 58 pistes et 29 remontées mécaniques situées entre 1300 et 2 800 mètres d'altitude soit 1 500 mètres de dénivelé. Sa gestion est déléguée par la commune à la SEM du Mont-Cenis (SE2MC).[réf. nécessaire]

## Personnalités liées à la station
- Pierre-Emmanuel Dalcin 1 victoire en coupe du monde Val d'Isère en 2007 2 participations aux Jeux olympiques (Salt Lake City (États-Unis) et Turin (Italie) 2006).
- Claire Dautherives qualifié pour les Jeux olympiques de Vancouver 2010.
- Bertrand Roche : alpiniste himalayiste et parapentiste.
- Claire Bernier Roche, femme de Bertrand Roche : 3 fois championne de la Coupe du Monde de parapente, 2 fois championne d'Europe. Première femme française à avoir gravi l'Everest par la face Nord[1].
- Yves Dimier : Triple champion d'Europe avec l'Équipe de France, et depuis 2014, il est le directeur technique de la station.
- Laurent Gerra : L'humoriste vient souvent y skier et y a créé le festival C'est Le Printemps à Val Cenis qui regroupe des chanteurs et des humoristes populaires pour clore la saison[2].